# Michail Kukuschkin
Michail Alexandrowitsch Kukuschkin (russisch Михаил Александрович Кукушкин, engl. Transkription: Mikhail Kukushkin; * 26. Dezember 1987 in Wolgograd, Russische SFSR, Sowjetunion) ist ein russisch-kasachischer Tennisspieler.

## Tenniskarriere

### Bis 2006: Werdegang und erste Erfahrungen als Profi
Michail Kukuschkin begann im Alter von sechs Jahren mit dem Tennisspielen und wurde bis zu seinem 17. Lebensjahr von seinem Vater Alexander Kukuschkin trainiert.
Kukuschkin startete ab 2005 gleich auf Future-Turnieren bei den Erwachsenen. 2006 qualifizierte er sich erstmals für ein Turnier der ATP Challenger Tour und er erreichte im November in Russland sein erstes Future-Finale.

### 2007–2009: Challenger-Turniersiege und Erfolge im Davis Cup und auf der ATP Tour
Im August 2007 gewann Michail Kukuschkin gleich zwei Challenger-Turniere hintereinander: In Saransk besiegte er Iwan Serhejew, und eine Woche später triumphierte er in Samarqand über Manuel Jorquera. Im Oktober 2007 konnte sich Kukuschkin in Sankt Petersburg erstmals für ein ATP-Turnier qualifizieren, er verlor jedoch in der ersten Runde gegen Michail Ledowskich. In der Tennisweltrangliste stieg er daraufhin bis auf Rang 201.
Im März 2008 folgte in Barletta mit einem Sieg über Boris Pašanski der dritte Challenger-Titel. Im Anschluss gewann Kukuschkin in Russland ein Future-Turnier und konnte sich dann im April 2008 für das ATP-Turnier von Barcelona qualifizieren. Dort besiegte er in der ersten Runde den damaligen Weltranglisten-24. Jarkko Nieminen und erreichte nach einem Sieg über Pablo Cuevas das Achtelfinale, wo er dann Albert Montañés unterlag. In der folgenden Woche erreichte er mit Rang 131 seine bis dahin beste Weltranglistenplatzierung. Bei den French Open 2008 versuchte Kukuschkin erstmals, sich für ein Grand-Slam-Turnier zu qualifizieren, er schied jedoch in der zweiten Qualifikationsrunde aus. Im Sommer 2008 zog Michail Kukuschkin von Russland ins kasachische Astana und nahm (genau wie seine Landsmänner Andrei Golubew und Juri Schtschukin) die kasachische Staatsbürgerschaft an. Daraufhin konnte er im September 2008 erstmals für Kasachstan im Davis Cup spielen und steuerte zum 5:0-Sieg über die Philippinen einen Einzelsieg bei. Seitdem hat er in acht Davis-Cup-Partien zehn von 14 Einzeln gewonnen. Im Oktober 2008 konnte sich Kukuschkin für die beiden russischen Indoor-ATP-Turniere von Moskau und Sankt Petersburg qualifizieren. In Moskau schied er in der ersten Runde aus, in Sankt Petersburg erreichte er nach einem Sieg über den Top-25-Spieler Marin Čilić die zweite Runde.
Auch im Jahr 2009 konnte sich Michail Kukuschkin für mehrere ATP-Turniere qualifizieren und auch einige Siege verzeichnen: Im März 2009 besiegte er in der ersten Runde des Masters-Turniers von Miami Tommy Haas, und im April 2009 in Barcelona ebenfalls in der ersten Runde Pere Riba. Im Juli 2009 feierte Kukuschkin in Pensa nach einem Sieg über Illja Martschenko seinen vierten Challenger-Titel. Für ein Grand-Slam-Turnier konnte er sich auch in diesem Jahr nicht qualifizieren: Das Erreichen der dritten Qualifikationsrunde bei den US Open im September 2009 war sein bis dahin bestes Ergebnis in dieser Turnierkategorie. Im Oktober 2009 gelang Kukuschkin sein bislang größter Erfolg bei einem ATP-Turnier: In Moskau überstand er die Qualifikation und erreichte dann nach Siegen über die Top-100-Spieler Fabio Fognini, Wayne Odesnik sowie Pablo Cuevas das Halbfinale, in dem er dann dem späteren Turniersieger Michail Juschny unterlag.

### 2010–2012: Einstieg in die Top 100 und erster ATP-Titel
Das Jahr 2010 begann ähnlich wie das vorangegangene: Kukuschkin konnte sich für mehrere ATP-Turniere qualifizieren und erreichte in Zagreb und Houston jeweils die zweite Runde. Im Juli gewann er in Braunschweig seinen fünften Challenger-Titel, wobei er im Finale von der Aufgabe seines Gegners Marcos Daniel profitierte. Daraufhin stieg Kukuschkin erstmals in die Top 100 der Weltrangliste ein. Drei Wochen später folgte in Pensa mit einem Sieg über Konstantin Krawtschuk die erfolgreiche Titelverteidigung. Im August verlor Kukuschkin in Istanbul gegen Adrian Mannarino in seinem siebten Challenger-Finale erstmals ein Endspiel. Dennoch war er dank seiner Weltranglistenposition bei den US Open 2010 erstmals für ein Grand-Slam-Turnier qualifiziert. Dort unterlag er jedoch bereits in der ersten Runde dem späteren Viertelfinalisten Stanislas Wawrinka in drei Sätzen. Nur zwei Wochen später revanchierte er sich für diese Niederlage, als er Wawrinka im Davis Cup in fünf Sätzen besiegte und damit Kasachstan den Weg zum 5:0-Sieg über die Schweiz ebnete. Kasachstan schaffte dadurch erstmals den Einzug in die Weltgruppe. Im Oktober erreichte Kukuschkin bei den Thailand Open in Bangkok das Viertelfinale, war dort aber gegen den Weltranglistenersten Rafael Nadal chancenlos. Zwei Wochen später erreichte Kukuschkin in Sankt Petersburg erstmals ein ATP-Finale. Mit einem Zweisatzsieg über den topgesetzten Michail Juschny sicherte er sich seinen ersten ATP-Titel. In der Weltrangliste brachte ihm das mit Rang 58 seine bislang beste Platzierung.
Zu Beginn des Jahres 2011 verlor Michail Kukuschkin bei seinem Australian-Open-Debüt in der ersten Runde gegen den späteren Viertelfinalisten Oleksandr Dolhopolow. Auch die folgenden Monate verliefen wenig erfolgreich für Kukuschkin: Zwar konnte er bei den French Open durch einen Sieg über Daniel Brands zum ersten Mal die zweite Runde eines Grand-Slam-Turniers erreichen, neben zwei weiteren Erstrundensiegen bei den Miami Masters sowie in Eastbourne blieb dies allerdings sein einziger ATP-Matchgewinn. Dem standen neun Erstrundenniederlagen gegenüber, bei vier weiteren Turnieren scheiterte er bereits in der Qualifikation. Einziger Höhepunkt war Anfang März der 3:2-Sieg Kasachstans über Tschechien in der ersten Runde der Davis-Cup-Weltgruppe, zu dem Kukuschkin den entscheidenden Sieg über Jan Hájek beisteuerte. Die Viertelfinalpartie gegen Argentinien verlor Kasachstan dann mit 0:5. Im Juli spielte Kukuschkin in Pensa erstmals in diesem Jahr wieder ein Turnier auf der Challenger Tour. Wie schon in den beiden Jahren zuvor erreichte er das Finale, verlor jedoch in drei Sätzen gegen Arnau Brugués Davi. Nur eine Woche später stand er in Astana erneut in einem Challenger-Finale, diesmal setzte er sich in zwei Sätzen gegen Serhij Bubka durch und sicherte sich seinen ersten Titel in diesem Jahr. Bei den US Open gewann Kukuschkin in der ersten Runde gegen den Top-50-Spieler Albert Montañés, schied dann aber gegen den an Position 31 gesetzten Marcel Granollers aus. In der Weltrangliste kletterte er auf Rang 56, fiel einige Wochen später jedoch wieder aus den Top 100, als er in Sankt Petersburg als Titelverteidiger bereits in der ersten Runde ausschied. Durch seinen Viertelfinaleinzug als Lucky Loser in Basel schaffte er zum Jahresende jedoch wieder den Sprung zurück in die Top 100.
Damit war er für die Australian Open 2012 direkt qualifiziert. Mit einem Fünfsatzsieg über den an Position 19 gesetzten Viktor Troicki erreichte er erstmals die dritte Runde eines Grand-Slam-Turniers und traf auf den an Position 14 gesetzten Gaël Monfils, den er ebenfalls in fünf Sätzen bezwang. Im Achtelfinale schied er gegen den Weltranglistenvierten Andy Murray, dem er zu Beginn des Jahres in Brisbane knapp in drei Sätzen unterlegen war, aus. Im April 2012 qualifizierte sich Kukuschkin für das Masters-Turnier in Monte Carlo und erreichte dort unter anderem durch einen Sieg über den an Position 14 gesetzten Florian Mayer das Achtelfinale, wo er jedoch chancenlos gegen den späteren Turniersieger Rafael Nadal war. Die restliche Saison verlief für Kukuschkin eher erfolglos, nur in Nizza kam er in diesem Jahr nochmals in die dritte Runde eines Turniers. Zum Ende des Jahres fiel er deshalb aus den Top 100 der Weltrangliste.

### Ab 2013: Top-100-Spieler ohne größere Erfolge
Ab 2013 entwickelte sich Kukuschkin zu einem Spieler, der mit wenigen Ausnahmen zwar dauerhaft in den Top 100 platziert war, nennenswerte Erfolge bei größeren Turnieren konnte er allerdings keine erreichen. Nur einmal kam er bei einem Grand-Slam-Turnier über die dritte Runde hinaus, als er in Wimbledon 2019 das Achtelfinale erreichte. Bei Masters-Turnieren erreichte er in den Jahren 2014 und 2016 insgesamt dreimal die dritte Runde. Erfolgreicher war er bei kleineren Turnieren der ATP-250-Serie, wo er 2013, 2015 und 2019 insgesamt dreimal im Finale stand. Titel gewinnen konnte Kukuschkin jedoch nur auf der parallel zur ATP-Tour gespielten Challenger-Tour: von 2013 bis 2018 konnte er dort sieben Turniere gewinnen.

## Erfolge
| Legende (Anzahl der Siege)  |
| Grand Slam                  |
| ATP World Tour Finals       |
| ATP World Tour Masters 1000 |
| ATP World Tour 500          |
| ATP World Tour 250 (1)      |
| ATP Challenger Tour (16)    |

| ATP-Titel nach Belag |
| Hartplatz (1)        |
| Sand (0)             |
| Rasen (0)            |

### Einzel

#### Turniersiege

##### ATP World Tour
| Nr. | Datum            | Turnier          | Belag         | Finalgegner     | Ergebnis  |
| --- | ---------------- | ---------------- | ------------- | --------------- | --------- |
| 1.  | 31. Oktober 2010 | Sankt Petersburg | Hartplatz (i) | Michail Juschny | 6:3, 7:62 |

##### ATP Challenger Tour
| Nr. | Datum              | Turnier      | Belag     | Finalgegner           | Ergebnis         |
| --- | ------------------ | ------------ | --------- | --------------------- | ---------------- |
| 1.  | 5. August 2007     | Saransk      | Sand      | Iwan Serhejew         | 6:3, 6:1         |
| 2.  | 11. August 2007    | Samarqand    | Sand      | Manuel Jorquera       | 6:4, 6:3         |
| 3.  | 30. März 2008      | Barletta     | Sand      | Boris Pašanski        | 6:3, 6:4         |
| 4.  | 25. Juli 2009      | Pensa (1)    | Hartplatz | Illja Martschenko     | 6:4, 6:2         |
| 5.  | 4. Juli 2010       | Braunschweig | Sand      | Marcos Daniel         | 6:2, 3:0 Aufgabe |
| 6.  | 24. Juli 2010      | Pensa (2)    | Hartplatz | Konstantin Krawtschuk | 6:3, 6:73, 6:3   |
| 7.  | 31. Juli 2011      | Astana (1)   | Hartplatz | Serhij Bubka          | 6:3, 6:4         |
| 8.  | 15. Juni 2013      | Košice       | Sand      | Damir Džumhur         | 6:4, 1:6, 6:2    |
| 9.  | 15. September 2013 | Istanbul     | Hartplatz | Illja Martschenko     | 6:3, 6:3         |
| 10. | 22. September 2013 | Izmir        | Hartplatz | Louk Sorensen         | 6:1, 6:4         |
| 11. | 2. August 2015     | Astana (2)   | Hartplatz | Jewgeni Donskoi       | 6:2, 6:2         |
| 12. | 4. Juni 2016       | Prostějov    | Sand      | Márton Fucsovics      | 6:1, 6:2         |
| 13. | 12. Juni 2016      | Moskau       | Sand      | Steven Diez           | 6:3, 6:3         |
| 14. | 18. März 2018      | Irving       | Hartplatz | Matteo Berrettini     | 6:2, 3:6, 6:1    |
| 15. | 17. Februar 2024   | Manama       | Hartplatz | Richard Gasquet       | 7:65, 6:4        |
| 16. | 3. März 2024       | Teneriffa    | Hartplatz | Matteo Gigante        | 6:2, 2:0 aufgg.  |

#### Finalteilnahmen

##### ATP World Tour
| Nr. | Datum            | Turnier   | Belag         | Finalgegner        | Ergebnis      |
| --- | ---------------- | --------- | ------------- | ------------------ | ------------- |
| 1.  | 20. Oktober 2013 | Moskau    | Hartplatz (i) | Richard Gasquet    | 6:4, 4:6, 4:6 |
| 2.  | 17. Januar 2015  | Sydney    | Hartplatz     | Viktor Troicki     | 2:6, 3:6      |
| 3.  | 24. Februar 2019 | Marseille | Hartplatz (i) | Stefanos Tsitsipas | 5:7, 6:75     |

## Abschneiden bei Grand-Slam-Turnieren

### Einzel
| Turnier         | 2008 | 2009 | 2010 | 2011 | 2012 | 2013 | 2014 | 2015 | 2016 | 2017 | 2018 | 2019 | 2020 | 2021 | 2022 | 2023 | 2024 | 2025 | Karriere |
| --------------- | ---- | ---- | ---- | ---- | ---- | ---- | ---- | ---- | ---- | ---- | ---- | ---- | ---- | ---- | ---- | ---- | ---- | ---- | -------- |
| Australian Open | —    | Q1   | —    | 1    | AF   | 1    | 1    | 1    | 1    | 1    | 1    | 1    | 1    | 1    | 1    | Q2   | —    | Q1   | AF       |
| French Open     | Q2   | Q2   | Q2   | 2    | 2    | Q2   | 2    | 1    | 1    | 2    | 1    | 1    | 2    | 1    | —    | —    | 1    | Q1   | 2        |
| Wimbledon       | Q1   | —    | —    | 1    | 1    | —    | 3    | 1    | 2    | 2    | 2    | AF   |      | 1    | 1    | —    | Q3   | Q2   | AF       |
| US Open         | —    | Q3   | 1    | 2    | 1    | 3    | 1    | 3    | 1    | 3    | 3    | 2    | 3    | 1    | Q2   | Q2   | Q1   |      | 3        |

Zeichenerklärung: S = Turniersieg; F, HF, VF, AF = Einzug ins Finale / Halbfinale / Viertelfinale / Achtelfinale; 1, 2, 3 = Ausscheiden in der 1. / 2. / 3. Hauptrunde; Q1, Q2, Q3 = Ausscheiden in der 1. / 2. / 3. Qualifikationsrunde; nicht ausgetragen